# Сорокуш-малюк
Сороку́ш-малюк (Sakesphorus) — рід горобцеподібних птахів родини сорокушових (Thamnophilidae). Представники цього роду мешкають в Південній Америці.

## Види
Виділяють два види:
- Сорокуш-малюк північний (Sakesphorus canadensis)
- Сорокуш-малюк чорний (Sakesphorus luctuosus)

За результатами молекулярно-філогенетичного дослідження білошиїх, чорноволих і білоплечих сорокушів-малюків було переведено до роду Сорокуш (Thamnophilus). За результатами іншого генетичного дослідження бразильський сорокуш-малюк був переведений до відновленого монотипового роду Sakesphoroides.

## Етимологія
Наукова назва роду Sakesphorus походить від сполучення слів дав.-гр. σακος — щит і φερω — нести.